# Kasper Cięglewicz
Kasper Cięglewicz (ur. 1807 w Horodence, zm. 23 września 1886 we Lwowie) – polski działacz niepodległościowy pochodzenia ukraińskiego, powstaniec listopadowy, poeta.
Studiował na Wydziale Prawa na Uniwersytecie Lwowskim. Już na studiach zaczął prowadzić szeroką działalność wśród chłopstwa ukraińskiego na rzecz polskiego ruchu niepodległościowego, tutaj także zaczął pisać swoje pierwsze wiersze w języku ukraińskim. Po studiach odbywał praktyki sądowe w kilku miastach galicyjskich. Jego utwory, adresowane do ukraińskich chłopów, były kolportowane w całej wschodniej Galicji i były powszechnie znane. Jednak poezje i pieśni Cięglewicza, mające chłopów skłonić do powstania przeciw Austriakom, rozmijały się z chłopską mentalnością. Dla chłopów ukraińskich cesarz austriacki był obrońcą, a państwo polskie kojarzyło się im z pańskim folwarkiem. W takiej sytuacji nawoływanie do kos i podpaleń mogło się obrócić w niezamierzoną stronę, czego obawiali się inni konspiratorzy. Idea niepodległości Polski tak zawładnęła Cięglewiczem, że nie wahał się fałszować historii, pisząc m.in., że pańszczyznę wprowadzili zaborcy.
W 1831 dostał się do Warszawy i wstąpił do armii polskiej, walczył u boku generała Samuela Różyckiego. Po upadku powstania wrócił do Galicji.
Działalność agitatorską rozpoczął w 1837, po aresztowaniu w związku ze sprawą studentów samborskich. Po aresztowaniu uciekł z więzienia w biały dzień w kobiecym przebraniu. Ukrywał się, prowadził agitację i pisał najczęściej na terenie cyrkułu złoczowskiego. Stanął na czele jednego z 22 kół (gmin) Stowarzyszenia ludu Polskiego we Lwowie. Władze Stowarzyszenia Ludu Polskiego proponowały Cięglewiczowi wyjazd do Francji, ale odmówił.  Napisał w tym czasie „Wskazówkę dla nauczycieli ludu ruskiego", która odegrała ważną rolę w akcji propagandowej wśród chłopów ukraińskich, ale na bardzo krótki okres, gdyż Cięglewicz nie zauważał rozwoju ukraińskiego ruchu narodowego.
Został schwytany przez policję w grudniu 1838 w Derewlanach. Był jednym z najbardziej poszukiwanych konspiratorów, jego nazwisko widniało na „urzędowym wykazie niebezpiecznych emisariuszy i z ich sprawą złączonych Galicjan", otrzymał wyrok 20 lat więzienia w najcięższej austriackiej twierdzy Kufstein na terenie Tyrolu, gdzie przetrzymywano więźniów politycznych, w tym wielu Polaków. Tam zasłynął nieudaną próbą ucieczki.

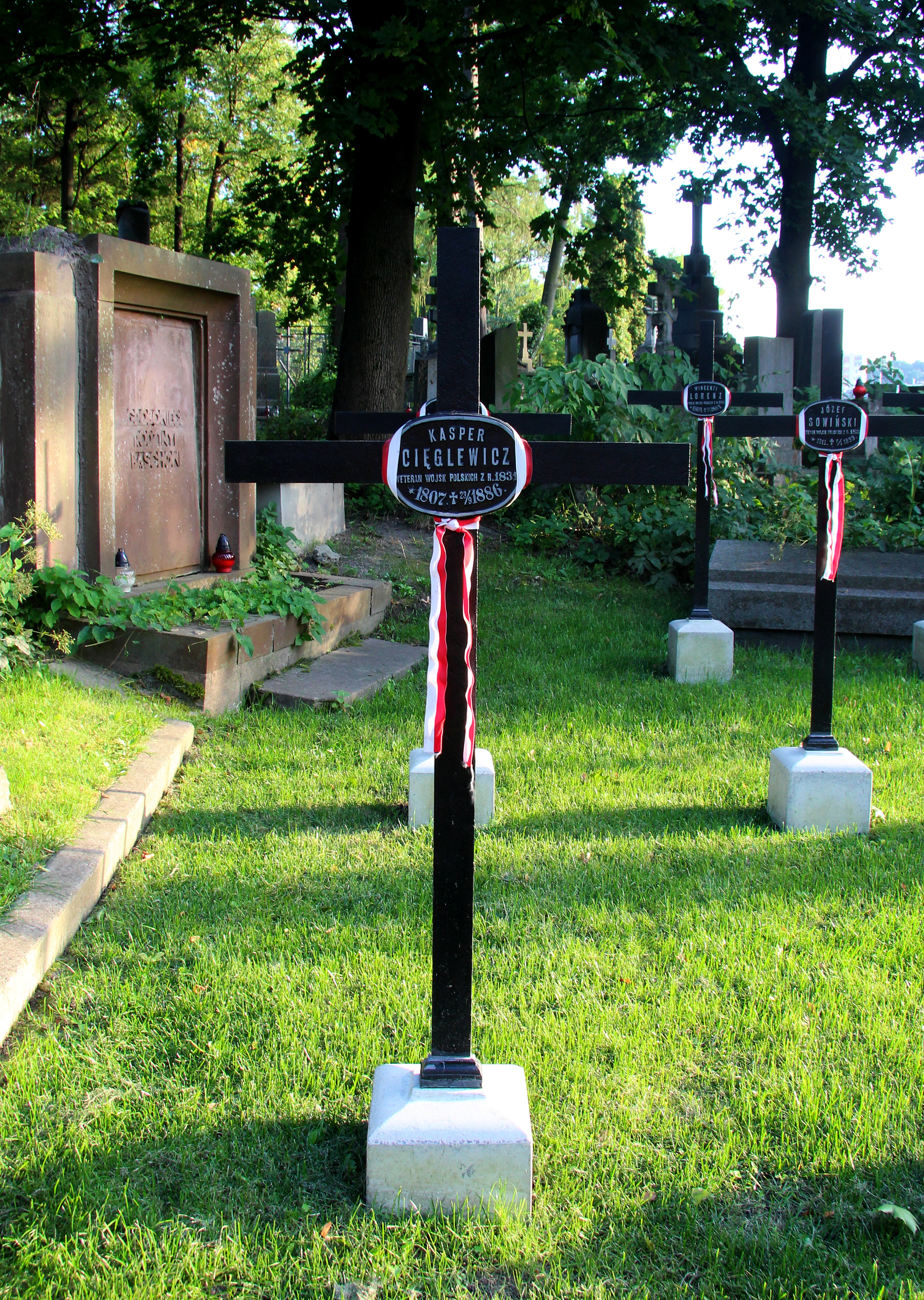
Mogiła Kaspra Cięglewicza na Cmentarzu Łyczakowskim

Po amnestii w 1848 wziął udział w Kongresie Słowiańskim w Pradze, następnie próbował przedrzeć się na Węgry do Legionów Polskich, jednak został ponownie ujęty i na ponad rok aresztowany. Następnie wyjechał na emigrację do Paryża, tutaj zaczął projektować różnego rodzaju wynalazki techniczne żyjąc w skrajnych warunkach bytowych. Do Galicji wrócił w 1869 dzięki namowom Ignacego Łukasiewicza i przez 15 lat pracował jako nauczyciel ludowy w Chorkówce koło Krosna. Po śmierci Łukasiewicza wrócił do Lwowa, gdzie zaopiekował się nim hrabia Włodzimierz Dzieduszycki.
Zmarł 23 września 1886 i został pochowany na Cmentarzu Łyczakowskim we Lwowie w kwaterze powstańców listopadowych zwanej kwaterą „Żelaznej Kompanii”.

## Literatura
- Ryszard Sadaj – „Kto był kim w Galicji”, Kraków 1993, ISBN 83-7081-089-6
- Jan Kozik – „Między reakcją a rewolucją. Studia z dziejów ukraińskiego ruchu narodowego w Galicji w latach 1848– 1849”, Zeszyty Naukowe Uniwersytetu Jagiellońskiego (Prace historyczne, zeszyt 52), PWN, Kraków-Warszawa 1975